# Orocué
Orocué es un municipio colombiano ubicado en el departamento del Casanare, región de los llanos orientales. Se ubica a orillas del río Meta, en el suroriente del departamento. Dista de la capital departamental Yopal 190 km, y de Bogotá 450 km.

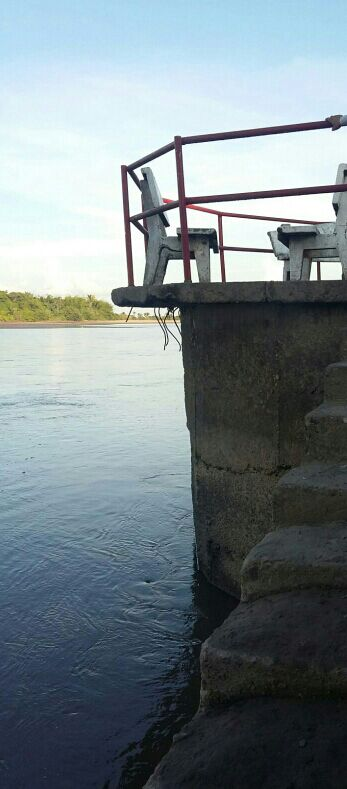
Muelle en el centro poblado el algarrobo a 78 km de Yopal

## Toponimia
El nombre Orocué viene de la lengua indígena yaruro y significa "Lugar de descanso". Nunca se derivó de las palabras "Oro" y "Cuero", pues jamás hubo minas de oro por esa época y todavía no habían comenzado las transacciones comerciales a través del río Meta con Europa. 

## División Político-Administrativa
Además de su Cabecera municipal. Orocué tiene bajo su jurisdicción los siguientes Centros poblados:
- Carrizales
- Duya
- El Algarrobo

## Historia
En 1709, un escritor desconocido en Orocué, que se llamaba San Miguel del Macuco en aquel entonces, elaboró un manuscrito que contiene una gramática y un glosario parcial de la lengua sáliba, En 2007, algunas ancianas de Orocué todavía hablaban la lengua sáliba, según Ethnologue.
Orocué fue fundado en 1850 por indígenas de la región y colonos españoles.
San Miguel de Macuco fue fundado por los sacerdotes jesuitas Rivero y Román, el 17 de septiembre de 1730, por lo tanto la gramática no pudo haber sido escrita en 1709. Se conoce una gramática sáliva (la única) que fue escrita por el padre Román en las misiones del río Orinoco, alrededor del año de 1710. El nombre de Orocué ya existía cuando el agregado francés Antonio Liccione y varios miembros de la tribu de los sálivas, fundaron la población el 1 de enero de 1850. Todas esta información se encuentra en el libro "Historia de Orocué" de Roberto Franco y editado por KELT Colombia S.A./ECOPETROL, y una monografía de tesis de grado para optar por el título de Pedagogía Infantil, de dos hijas orocueseñas, que reposa en la biblioteca del colegio Inmaculada Concepción.
José Eustasio Rivera escribió su novela más famosa "La vorágine" durante una estancia en este poblado.

## Geografía
El Municipio de Orocué está localizado sobre la llamada Cuenca de los Llanos Orientales, la cual está constituida por espesos sedimentos terciarios y cretáceos apoyados discordantemente sobre un Paleozoico reconocido en algunos pozos y constituido por areniscas, cuarcítas y arcillolítas depositadas en un medio marino de plataforma epicontinental, estos sedimentos se encuentran totalmente cubiertos por sedimentos aluviales del cuaternario.
La riqueza hídrica es una de las principales características del Casanare y por ende del municipio de Orocué, abundantes ríos y caños conforman una intrincada red de drenaje en la que se destacan algunos ríos y caños como: El Cravo Sur, El Meta, los Caños Guanapalo, Duya, Tújua, San Miguel, Güirripa, El Caimán, Macuquito, Guariamena y otros menores, los cuales se originan en su mayoría aguas arriba del área municipal en el piedemonte, drenando en dirección predominante sureste varios municipios.

## Economía
La economía del municipio de Orocué se caracteriza por el desarrollo del sector primario o extractivo, expresándose en la producción agropecuaria, pero con un claro predominio del subsector pecuario. En Orocué existen procesos de explotación de hidrocarburos de muy limitada importancia, que si bien tienen como escenario de producción el territorio orocueseño y tienen una clara influencia en los ingresos fiscales, por definición son un asunto del orden nacional. En la base de la producción económica orocueseña están las condiciones biofísicas o de oferta ambiental, en donde se destacan las condiciones de sabana inundable o mal drenada, las limitaciones de los suelos para las labores agropecuarias, la distribución de las precipitaciones pluviales durante el año, la temperatura, la altitud, las probabilidades hídricas del territorio y, en general un acondicionamiento "natural" que establece algunos límites y algunas ventajas para la producción. Condiciones de orden biofísico que aparecen representadas en los diagnósticos y los cartogramas que les acompañan. Tanto la producción pecuaria como la agrícola adolecen también de situaciones de orden histórico cultural que contribuyen a caracterizarlas. De un lado, Orocué, como el conjunto de Casanare tienen una historia muy reciente de articulación al mercado nacional, ello a pesar del florecimiento de la economía municipal en la segunda mitad del siglo XIX y hasta las tres primeras décadas del siglo XX. Como se recuerda, la articulación con el mercado extranjero se hacía vía río Meta y Océano Atlántico, pero sin establecer lazos de importancia con el mercado nacional. En la actualidad esta relación se dificulta dadas las regulares condiciones de la infraestructura para la producción, tanto en las vías de transporte terrestre, como en la electrificación, las telecomunicaciones y las instalaciones para almacenamiento y distribución. Adicionalmente, la agricultura, basada en la producción de plátano, yuca y maíz, no presenta los niveles de producción y rendimientos como para abastecer los mercados en forma regular, ello sin contar que este tipo de producción tiene gran competencia para abastecer el mercado bogotano, por cuanto esos mismos productos se ofrecen con ventajas comparativas por los productores del Tolima Grande, Cundinamarca, la región del café, el Meta,

## Eventos y festividades
- Fiestas de la Virgen de la Candelaria, en enero, organiza la Junta Ferias y Fiestas. Se realizan procesiones religiosas, y actividades relacionadas con el trabajo de llano, tales como coleo y jaripeo, además de toreo. Hay presentaciones de grupos de música llanera, y muestras de comida típica. Este evento es llamativo para la danza de cacho e' venao (sic) que presentan los indígenas Sáliba [cita requerida].

- Semana Santa en vivo que se celebra generalmente en el mes de marzo, la organiza la comunidad. Se hacen representaciones del lavatorio de los pies, la última cena, y el viacrucis.

- También se realiza el festival de verano durante estos días de la Semana Santa, en los cuales se presentan diferentes artistas para el deleite del público.

## Sitios de interés
- Centro Turístico de Orocué: antigua base naval del oriente sobre el río Meta, enmarcado por el norte con el Caño San Miguel, por el oriente con el río Meta y con el occidente con predios del municipio. Desde que la base naval dejó de utilizarse por parte de la Marina a mediados de los años 50 del siglo XX. Actualmente en sus instalaciones funciona el Puesto Fluvial Avanzado n.º 42 de la Fuerza Naval del Oriente, perteneciente a la Armada Nacional.[4]